# Aire coutumière Drehu

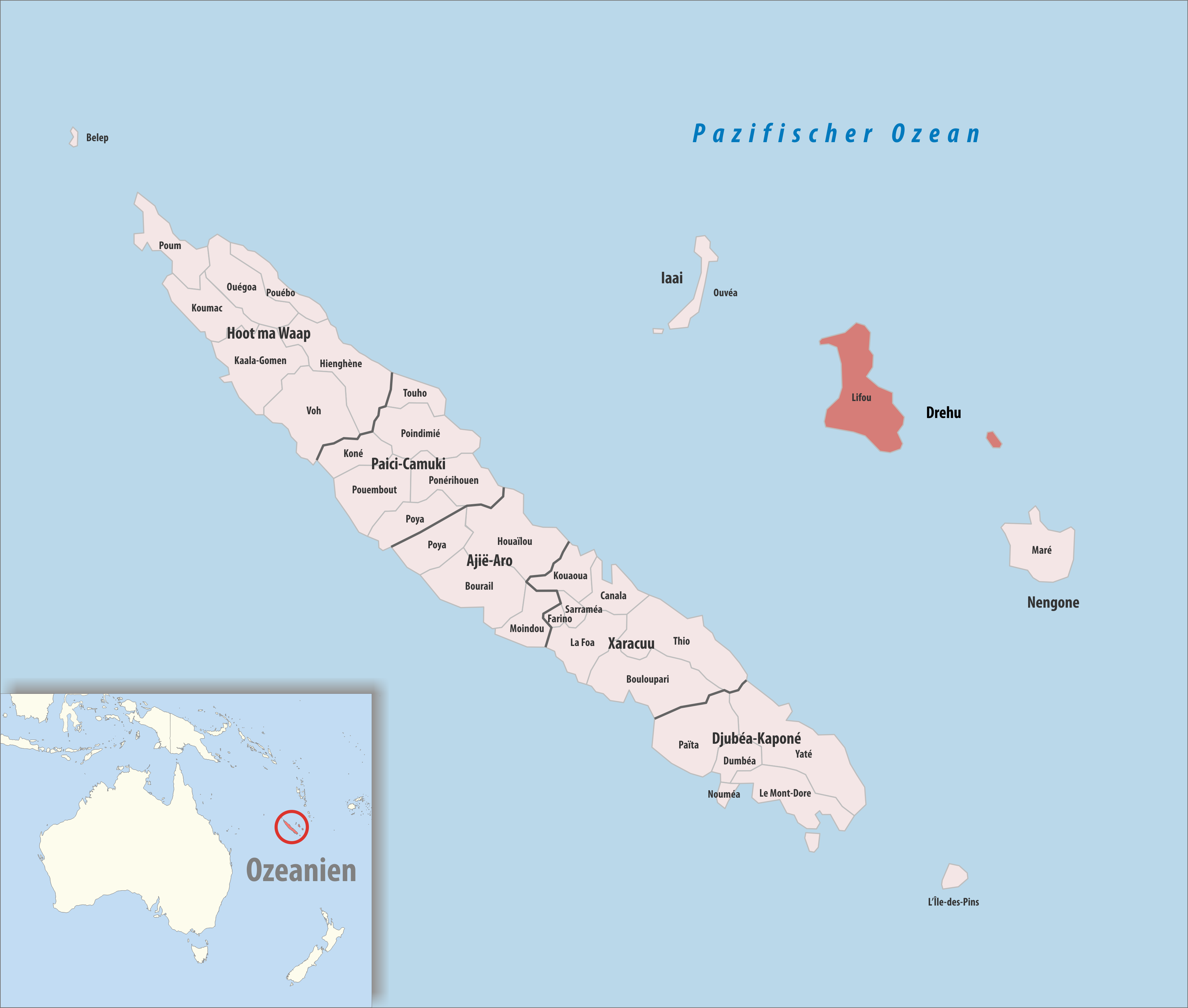
Carte de l'Aire coutumière Drehu.

Drehu est une aire coutumière de la Nouvelle-Calédonie. Elle correspond à Lifou et à Tiga dans les Îles Loyauté, désigne ainsi à la fois l'aire coutumière, le nom mélanésien de l'île et de ses habitants ainsi que la langue parlée par ceux-ci, de loin la plus répandue en nombre de locuteurs (15 949 selon le recensement de 2014)) de toutes les langues kanak (l'une des quatre langues présente en option au baccalauréat).

## Subdivisions
Lifou est divisé en trois districts coutumiers convergeant tous vers Wé (seul territoire non coutumier de l'île et de la province). Il s'agit du district de Wetr au nord de l'île (17 tribus), de Gaitcha au centre-ouest (4 tribus), et enfin du district coutumier de Loessi dans le sud et à Tiga (16 tribus).
| Districts coutumiers | Tribus |
| -------------------- | --- |
| Wetr                 | Luecila, Hnapalu, Kirinata, Nathalo, Nang, Kumo, Saint-Paul, Tingeting, Doking, Natchaom, Mutchaweng, Chépénéhé, Eacho, Siloam, Hunetë, Hanawa, Nanémuhatra |
| Gaitcha              | Wedrumel, Drueulu, Hapetra, Qanono Sinoj |
| Lossi                | Hnasse, Traput, Dozip, Hnaeu, Wassagne, Inagod, Luengöni, Joj, Mou, Xodrë, Hunöj, Hmeleck, Thuahaick, Kedeigne, Hnadro, Tiga                                |

## Conseil d'Aire et Sénateurs
Comme toutes les autres aires coutumières, Drehu est représentée par un conseil consultatif qui peut délibérer sur les problèmes de langue et de culture. Il comprend les trois grands-chefs de districts, les trois présidents des conseils de district et les trente-quatre autres chefs de tribus, qui en sont membres de droit, et de représentants désignés par les conseils de district (ceux-ci peuvent également être des chefs ou grand-chefs pourtant déjà membres de droit) à raison de trois pour Gaica, quatre pour Lösi et deux pour le Wetr. Il comporte ainsi au minimum 40 membres, au maximum 49. Il élit en son sein son bureau exécutif, composé d'un président, de deux vice-présidents et d'un secrétaire. Le président actuel, depuis le 12 mars 1996, est Evanés Boula, par ailleurs grand-chef du district de Lösi. Depuis le renouvellement du bureau fin 2005, les deux vice-présidents sont les deux autres grands-chefs : Pierre Zéoula (district de Gaica, 1er vice-président) et Paul Sihazé (district du Wetr, ancien président du conseil de 1990 à 1996, 2e vice-président) puis son fils Pascal (grand-chef par intérim ou régent en 2008).
Le conseil d'air désigne, pour un mandat de cinq ans, les deux représentants de l'aire au sein du Sénat coutumier. Il s'agit, depuis fin 1999, des deux grands-chefs Pierre Zéoula (Gaica, président du Sénat de 2002 à 2003) et Paul puis Pascal Sihazé (ce dernier n'a été grand-chef que comme régent ou par intérim pour son frère cade Jean-Baptiste Ukeinesö di Sihazé, grand-chef titulaire du Wetr, qu'il continue à conseiller, président du Sénat de 2010 à 2011). Leur mandat, renouvelé en 2005 puis en 2010, va actuellement jusqu'en 2014.